# バイブルト県
バイブルト県(バイブルトけん、トルコ語: Bayburt ili)は、北東トルコ、黒海地方の県。黒海地方ではあるが内陸の県である。北から時計回りに、トラブゾン、リゼ、エルズルム、エルズィンジャン、ギュミュシュハーネの各県と接している。人口はおおよそ85000人、面積は約3700km²。
古代はシルクロードの経由地の一つであった。マルコ・ポーロも立ち寄ったと言う。

## 下位自治体
- バイブルト（Bayburt）
- アイドゥンテペ（Aydıntepe）
- デミレジュ（Demirözü）